# Lotus 48
El Lotus 48 es un monoplaza diseñado por Colin Chapman para disputar la Tasman Series. Posteriormente, fue reconvertido para poder disputar la Fórmula 2 de 1600 cc. Desde 1967 hasta 1970 compitió en la Fórmula 2. También fue inscrito en el Gran Premio de Alemania de 1967 de Fórmula 1 como participante de la carrera de F2, que en ese entonces compartía carrera con la F1 en Nürburgring, donde quedó quinto.
Jim Clark conducía este monoplaza en el Deutschland Trophäe (Hockenheimring) de Fórmula 2 en 1968 cuando sufrió su accidente fatal.